# Kandilica
Aquilegia vulgaris (kandilica) je biljka iz porodice Ljutića, i njeno prirodno stanište je Evropa. Ova cvetnica je zeljasta, višegodišnja biljaka koja može porasti do 1,2 m visine, i ima razgranate, tanke i dlakave stablike. listovi su joj trokomponentni. Cvetovi mogu biti ljubičasti, plavi, ružičasti, i beli, mogu biti viseći ili horizontalni sa kukičastim nektarskim šiljkom, i javljaju se u rano leto.
Latinski epitet vulgaris znači „uobičajena”.

## Kultivacija
Ova vrsta i njeni mnogobrojni hibridi su popularno baštensko cveće, dostupni kao jednobojni ili dvobojni, sa prostim ili duplim cvetom. Iako spada u višegodišnje biljke, kultivari mogu biti vrlo kratkog veka, i ima ih smisla smatrati za dvogodišnje biljke. Precvale cvetove bi trebalo ukloniti, kako bi se sprečilo da biljka pređe u živonto doba gde proizvodi seme, i više ne cveta. Seme se nekad prodaje kao mix. Kultivar 'Nivea' koji cveta s belim cvetovima, je dobio nagradu Kraljevskog hortikulturnog društva u Velikoj Britaniji.

## Bolesti i štetočine
Biljne vaši i larve lisne ose napadaju ovu biljku.

## Folklor
U tradicionalnom travarstvu, verovalo se da je Kandilica sveta biljka vezana za Veneru; imati pri sebi kiticu kandilice je navodno izazivalo naklonost izabranika. Nicholas Culpeper je preporučivao da se seme pije s vinom, kako bi se ubrzao porođaj. U modernom travarstvu se koristi kao astringent i diuretik.

## Toksičnost
Biljka pripada porodici Ljutića koji su otrovni, i svi delovi ove biljke, uključujući i seme, su otrvoni i ne smeju se jesti. Moguće je da udisanje usitnjene prašine semenki, ili absorbovanje ulja iz njih na drugi način, može izazvati trovanje ili barem pokazati simptome trovanja.
Testiranje akutne toksičnosti na miševima je pokazao da alkoholni ekstrakt i glavna flavonoidna komponenta izocitisozida iz lišća i stabljike Aquilegia vulgaris mogu da se klasifikuju kao netoksični, jer doza od 3000  nije izazvala smrtnost u miševima.

## Galerija
- Kandilica na livadi, u prirodnom staništu
- Krupan plan ljubičastih cvetova
- Kandilica sa duplim ljubičastim cvetom
- Kandilica žutog cveta
- Bela kandilica
- Dvobojni cvet
- Primer kukičastih nektarskih šilkova na cvetu kandilice
- Seme kandilice
- Trodelni listovi kandilice